# 三浦広之
三浦 広之（みうら ひろゆき、1959年6月5日 - ）は、福島県福島市出身の元プロ野球選手（投手）。

## 経歴
福島商ではエースとして活躍。1976年秋季県大会準決勝に進むが、学法石川高に敗退。翌1977年は夏の県大会で8回コールド参考記録ながら完全試合、続く試合で同7回ノーヒットノーランを達成して夏の甲子園に出場。2回戦（初戦）で九州産業高の梅津茂美と投げ合い完封勝利。九州産業高の一塁手は吉竹春樹であった。3回戦に進むが、プロで同僚となる山森雅文のいた熊本工に延長11回裏サヨナラ負けを喫する。この夏は県大会3回戦から甲子園を通じて55回連続無失点を記録した。
進学の話もあるなかで、1977年のドラフト2位で阪急ブレーブスに入団。ルーキーイヤーの1978年にスライダーを習得し、オーバースローからのスライダー、カーブ、シュートを武器とする。同年6月24日には一軍初登板初先発、ロッテオリオンズの広木政人と投げ合い初勝利。その後は高卒新人としては史上1位となる初登板からの4試合連続勝利を記録するなど4勝を挙げる。1979年は開幕から先発陣に入り、4月18日には西武ライオンズの森繁和に投げ勝ち1-0で初完封を飾る。同年は17試合に先発し7勝を記録、オールスターゲームにも出場した。1980年は3勝するが、1981年からは怪我に泣き、サイドスローに転向する。その後は一軍で1試合も登板できず、1983年に在籍わずか6年で現役を引退した。
同期入団の松本正志投手（ドラフト1位）と共に『MMコンビ』と言われ、『球界の玉三郎』と呼ばれる程ルックスも良い事から当時の阪急では珍しく若い女性ファンからの人気があった。
引退後は、関西でプロゴルファーを目指した後にティーチングプロとなり活動している。
2023年、同級生の誘いもあって川俣町にある野球チーム「川俣シルクスターズ」に入団。プロ時代と同じく投手として活躍している。

## 詳細情報

### 年度別投手成績
| 年 度     | 球 団     | 登 板 | 先 発 | 完 投 | 完 封 | 無 四 球 | 勝 利 | 敗 戦 | セ 丨 ブ | ホ 丨 ル ド | 勝 率 | 打 者 | 投 球 回 | 被 安 打 | 被 本 塁 打 | 与 四 球 | 敬 遠 | 与 死 球 | 奪 三 振 | 暴 投 | ボ 丨 ク | 失 点 | 自 責 点 | 防 御 率 | W H I P |
| --------- | --------- | ----- | ----- | ----- | ----- | -------- | ----- | ----- | -------- | ----------- | ----- | ----- | -------- | -------- | ----------- | -------- | ----- | -------- | -------- | ----- | -------- | ----- | -------- | -------- | ------- |
| 1978      | 阪急      | 8     | 5     | 0     | 0     | 0        | 4     | 1     | 0        | --          | .800  | 145   | 33.2     | 32       | 5           | 12       | 0     | 1        | 21       | 0     | 0        | 20    | 13       | 3.48     | 1.31    |
| 1979      | 阪急      | 19    | 17    | 8     | 1     | 2        | 7     | 10    | 0        | --          | .412  | 520   | 126.1    | 124      | 20          | 29       | 2     | 5        | 87       | 1     | 1        | 66    | 59       | 4.20     | 1.21    |
| 1980      | 阪急      | 9     | 6     | 4     | 0     | 0        | 3     | 3     | 0        | --          | .500  | 212   | 48.2     | 47       | 8           | 23       | 1     | 3        | 21       | 1     | 0        | 27    | 23       | 4.25     | 1.44    |
| 通算：3年 | 通算：3年 | 36    | 28    | 12    | 1     | 2        | 14    | 14    | 0        | --          | .500  | 877   | 208.2    | 203      | 33          | 64       | 3     | 9        | 129      | 2     | 1        | 113   | 95       | 4.10     | 1.28    |

### 記録
初記録
- 初登板・初先発登板・初勝利・初先発勝利：1978年6月24日、対ロッテオリオンズ前期11回戦（阪急西宮球場）、6回1失点
- 初完投勝利・初完封勝利：1979年4月18日、対西武ライオンズ前期5回戦（西武ライオンズ球場）

その他の記録
- オールスターゲーム出場：1回 （1979年）

### 背番号
- 22 （1978年 - 1983年）